# Quibou
Quibou település Franciaországban, Manche megyében. Lakosainak száma 842 fő (2022. január 1.). Quibou Le Mesnil-Amey, Carantilly, Dangy, Marigny-le-Lozon, Saint-Gilles, Saint-Martin-de-Bonfossé és Canisy községekkel határos.

## Népesség
A település népességének változása:
| Lakosok száma | 995  | 784  | 809  | 830  | 929  | 933  | 914  | 865  | 854  | 842  |
|               | 1968 | 1982 | 1990 | 2006 | 2013 | 2015 | 2017 | 2019 | 2020 | 2022 |